# 繋いだ手から
「繋いだ手から」（つないだてから）は、back numberの10枚目のシングル。

## 解説
- 9thシングル「fish」から約1ヶ月ぶりのリリース。
- 初回盤と通常盤の2形態での発売。
- 初回盤は、「繋いだ手から」のMV、MVのメイキング映像などを収録したDVD付。
- ジャケット・MVには岩井七世が出演。
- PVは、神奈川県横浜市中区海岸通にある象の鼻パーク。

## 収録曲
- 全作詞作曲：清水依与吏、編曲：back number（特記除く）
- 4thアルバム『ラブストーリー』収録(#1,2)

1. 繋いだ手から（編曲：back number & 蔦谷好位置）
  - 「JTBプレミアム」CMソング
  - プロデューサーは蔦谷好位置。
2. 003
  - 読み方は「ダブルオースリー」である。
3. 遠吠え
4. 繋いだ手から (instrumental)
5. 003 (instrumental)
6. 遠吠え (instrumental)